# Schinziella tetragona
Schinziella tetragona là một loài thực vật có hoa trong họ Long đởm. Loài này được (Schinz) Gilg miêu tả khoa học đầu tiên năm 1895.